# Doris
Doris je žensko osebno ime.

## Izvor imena
Ime Doris je različica ženskega osebnega imena Doroteja.

## Tujejezikovne različice imena
- pri Madžarih: dóra
- pri Nemcih, Švedih: Doris
- pri Poljakih: Doryda

## Pogostost imena
Po podatkih Statističnega urada Republike Slovenije je bilo na dan 31. decembra 2007 v Sloveniji število ženskih oseb z imenom Doris: 549.

## Osebni praznik
Doris lahko goduje takrat kot Doroteja.

## Znane osebe
- Doris Day (1922–2019), ameriška igralka
- Doris Dragović (roj. 1961), hrvaška pevka